# اسکات کامیونیتی کالج

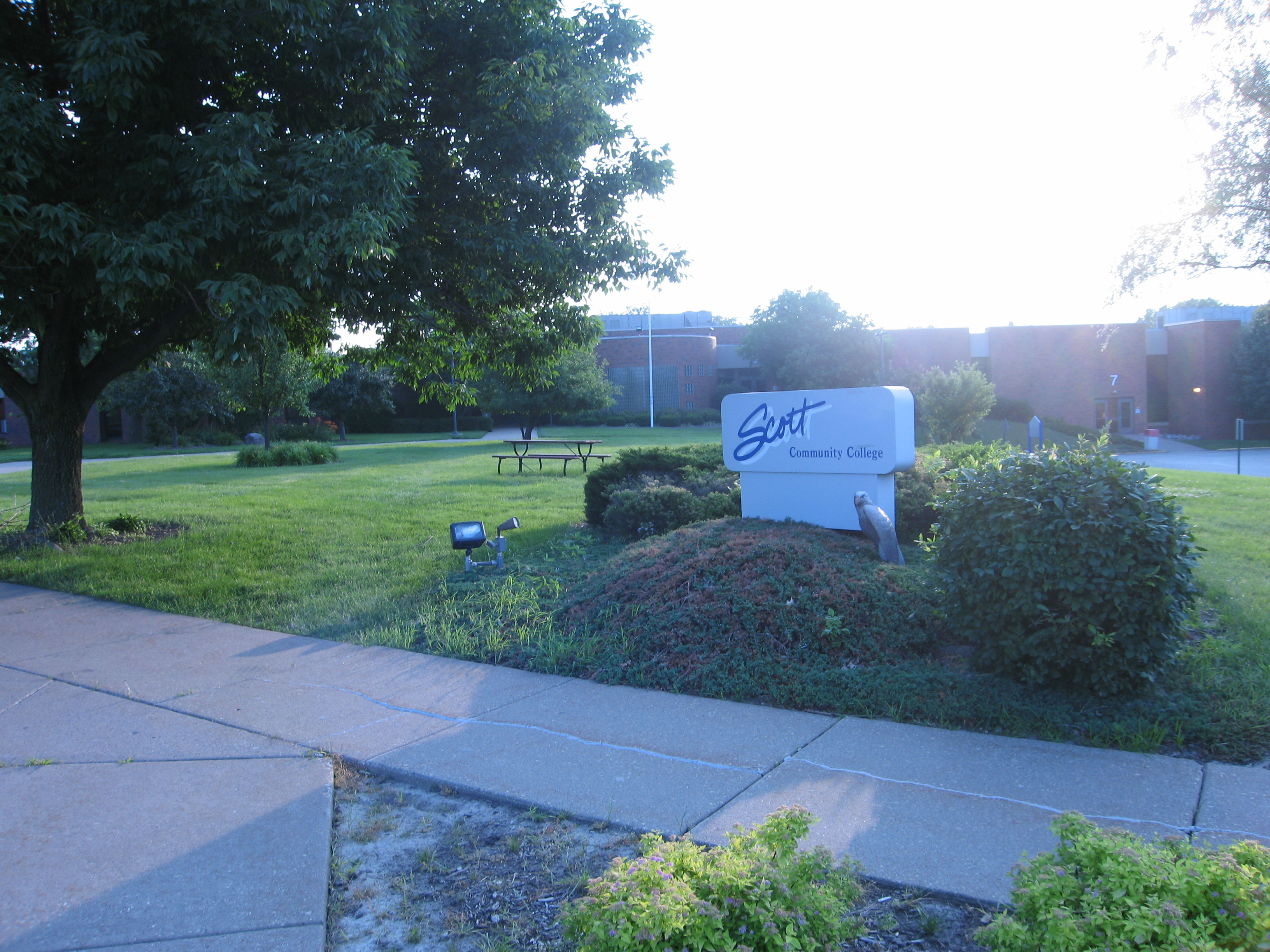

اسکات کامیونیتی کالج (به انگلیسی: Scott Community College) جزو دانشگاه‌های محلی در ایالت آیووا در کشور آمریکا است. این دانشگاه در ژوئیه ۱۹۶۶ شروع به کار کرد.